# Mirosław Karbowniczek
Mirosław Wojciech Karbowniczek (ur. 23 marca 1953 w Ćmielowie) – profesor metalurgii, prorektor AGH.

## Życiorys
W 1978 roku ukończył studia na AGH. W 1987 otrzymał doktorat, a w 1999 habilitację (również na AGH). W 2016 uzyskał tytuł profesora. Od 2003 roku jest profesorem nadzwyczajnym AGH, a od 2012 roku prorektorem ds. ogólnych.